# Гребеники (пункт контролю)
46°53′22″ пн. ш. 29°48′18″ сх. д. / 46.88944° пн. ш. 29.80500° сх. д.
Гребе́ники — пункт пропуску через Державний кордон України на кордоні з Молдовою (невизнана Придністровська Молдавська Республіка). З молдавської сторони пропускні операції тимчасово не здійснюються.
Розташований в Роздільнянському районі Одеській області, неподалік від однойменного села на автошляху місцевого значення. Із молдавського боку розташований пункт пропуску «Тирасполь» неподалік від однойменного міста. Поблизу проходять два євроавтошляхи E58 та E581 (траси міжнародного значення М4 та М5).
Вид пункту пропуску — автомобільний. Статус пункту пропуску — місцевий з 7.00 до 20.00.
Характер перевезень — пасажирський.
Судячи із відсутності даних про пункт пропуску «Гребеники» на сайті МОЗ, очевидно пункт може здійснювати тільки радіологічний, митний та прикордонний контроль.